# Ibrahim Sadeh
Ibrahim Sadeh (Zarqa, 27 de abril de 2000) es un futbolista jordano que juega en la demarcación de centrocampista para el Al-Khor SC de la Liga de fútbol de Catar.

## Selección nacional
Tras jugar en las categorías inferiores de la selección, finalmente hizo su debut con la selección absoluta de Jordania el 5 de febrero de 2021 en un encuentro amistoso contra Tayikistán que finalizó con un resultado de 0-1 tras el gol de Alisher Dzhalilov.

## Clubes
Actualizado al último partido disputado el 15 de diciembre de 2023.
| Club             | País     | Año       | Partidos | Goles |
| ---------------- | -------- | --------- | -------- | ----- |
| Al Jazira Ammán  | Jordania | 2018-2022 | 10       | 3     |
| Al-Hussein Irbid | Jordania | 2022-2023 | 4        | 4     |
| Al-Zawraa SC     | Irak     | 2023      |          |       |
| Al-Khor SC       | Catar    | 2023-     | 1        | 0     |